# أماليا إريكسون

قوقل تحتفي يوم 18 نوفمبر 2014 بأماليا إريكسون مبتكرة حلوى "POLKAGRIS" "بولكاغريس" أو بما يعرف حلوى الكراميل النعناعي

أماليا إريكسون (بالسويدية: Amalia Eriksson)‏ Amalia Eriksson، امرأة أعمال وحلوانية ولدت في 18 نوفمبر سنة 1824م بالسويد.

## حياتها
ولدت أماليا اريكسون لأسرة فقيرة يعولها أب يشتغل حدادا، وعندما بلغت العاشؤة توفي والدها وإخوتها إثر إصابتهم بمرض الكوليرا. هاجرت أمانيا من بلدتها الأصلبة في السن الواحد والثلاثون، وتزوجت من رجل يشتغل في حرفة الخياطة، ورزقت من هذا الزواج بابنتها الوحيدة "إيدا"، ولكن زوجها ما لبث أن توفي قبل أسبوع من ولادة ابنته.

## العمل والنجاح
اضطرت الظروف الاجتماعية الصعبة أماليا للخروج إلى العمل في وقت كانت النساء مبعدات عن جل الأنشطة الاقتصادية والسياسية في السويد في ذلك الوقت، وتكمنت إماليا من الحصول على ترخيص وموافقة لوج سوق الشغل في مصنع الحلويات والسكاكير.
تمكنت أماليا من ابتكار حلوة مميزة تسمى ب "POLKAGRIS" أي بما يعرف حلوى الكراميل النعناعي. وقد حققت نجاحا باهرا من حيث المعجبين والإقبال.

## وصلات خارجية
- Historien om Amalia Eriksson på Hotel Amalias Hus webbplats وصلة تأريخية بالصور (بالسويدية)